# Tomislav Ternar
Tomislav Ternar (ur. 16 września 1990 w Beltinci) – słoweński tenisista, reprezentant kraju w Pucharze Davisa, medalista igrzysk śródziemnomorskich.
Najwyżej w rankingu ATP World Tour singlistów zajmował 575. miejsce (16 maja 2016), a w rankingu deblistów 541. pozycję (27 sierpnia 2012).
Od 2013 roku Ternar reprezentuje Słowenię w Pucharze Davisa. Według stanu na koniec 2017 zagrał w 5 spotkaniach (w singlu 1 wygrana i 3 porażki oraz 1 porażka w grze podwójnej).
W 2013 roku zdobył złoty medal w rywalizacji tenisowej podczas igrzysk śródziemnomorskich w Mersinie. W grze podwójnej razem z Blažem Rolą zwyciężyli w meczu mistrzowskim 3:6, 6:3, 10–5 z deblem Muhammad Hajsam Abid–Malik al-Dżaziri.